# Karabinek Sako M95
Sako M95 – fiński karabinek automatyczny. W niewielkiej liczbie zakupiony przez armię fińską w drugiej połowie lat 90.
W stosunku do produkowanych wcześniej karabinków Valmet M62 i Valmet M76 zmodyfikowano gniazdo magazynka, urządzenie wylotowe i mechanizm spustowy. Karabinek Sako M95 ma też nową kolbę składaną. Wszystkie karabinki tego typu są wyposażone w boczną szynę służącą do montażu celownika optycznego. W 1995 roku karabinek Sako M95 został przyjęty do uzbrojenia armii fińskiej i otrzymał oznaczenie Rynnäkkökivääri 95 Taittoperä (Rk 95 TP), jednak zakupiono tylko niewielką liczbę tych karabinków. Produkowano także wersję samopowtarzalną tej broni przeznaczoną na rynek cywilny (oznaczoną jako M95S).
Produkcję Sako M95 zakończono w 1998 roku. Wyprodukowane karabinki nadal znajdują się na uzbrojeniu fińskiej armii.

## Opis
Sako M95 był bronią samoczynno-samopowtarzalną. Automatyka broni działa na zasadzie odprowadzania gazów prochowych z długim skokiem tłoka gazowego. Zamek ryglowany przez obrót (2 rygle). Rękojeść przeładowania po prawej stronie broni, związana z suwadłem, odgięta do góry, wystaje ponad pokrywę komory zamkowej. Lufa gwintowana (cztery bruzdy prawoskrętne), zakończona urządzeniem wylotowym pełniącym rolę hamulca wylotowego i tłumika płomienia. Mechanizm spustowy z przełącznikiem rodzaju ognia. Skrzydełko bezpiecznika/przełącznika rodzaju ognia po prawej stronie komory zamkowej w pozycji zabezpieczonej zasłania wycięcie w którym porusza się rękojeść przeładowania. Magazynki 30 nabojowe, wymienne z AK. Kolba składana na bok komory zamkowej. Przyrządy celownicze mechaniczne, składają się z muszki i celownika krzywiznowego. Przyrządy celownicze zaopatrzone są w trytowe źródła światła ułatwiające strzelanie w nocy. Z boku komory zamkowej znajduje się szyna przeznaczona do montażu celowników optycznych i optoelektronicznych.